# Etruschi Livorno
Gli Etruschi Livorno American Football Team sono la squadra di football americano di Livorno, fondata il 6 dicembre 1984.

## Storia
Dopo oltre un anno di attività non organizzata ufficialmente, il 6 dicembre 1984, sulla scia dell'entusiasmo provocato dall'approdo del Football Americano in Italia, furono registrati a tutti gli effetti gli Etruschi Livorno. Guidati dal fondatore e Presidente Walter Prosetti gli Etruschi iniziano la loro avventura in uno sport, da noi considerato minore, ma tuttavia capace di muovere passioni travolgenti in chi lo segue e soprattutto in chi lo pratica.

### 1984-1990: Gli Inizi
Gli anni '80 furono gli anni d'oro per il Football Americano made in Italy, con la creazione di una federazione in grado di organizzare i primi campionati nazionali, numerose città videro nascere le proprie squadre e un numero sempre crescente di atleti si avvicinò a questo sport. Gli Etruschi, grazie all'interesse che si diffondeva attorno alla squadra e grazie al supporto tecnico di alcuni Coaches americani, si consolidarono come una delle realtà più importanti del panorama nazionale, e parteciparono con alterne fortune a diversi campionati di serie A. La scuola livornese ha visto in quegli anni emergere atleti stimati e rispettatati per la loro durezza, il loro coraggio e la loro lealtà, alcuni di essi sarebbero in seguito approdati al traguardo della Nazionale. Alla presidenza della squadra si avvicendò Massimiliano Dinelli che la condusse fino al 1990, anno in cui gli Etruschi interruppero la loro attività sportiva.

### 1990-1999: Il consolidamento
Gli anni '90 videro scemare l'interesse per il football americano e a livello nazionale il movimento si ridimensionò notevolmente, tanto che molte squadre furono costrette a chiudere i battenti per mancanza di fondi. Con lo scioglimento degli Etruschi molti atleti furono costretti ad emigrare verso altre squadre della Toscana. Nel settembre 1994, su impulso di alcuni ex-giocatori labronici, gli Etruschi furono rifondati. Fu organizzata una leva che vide l'adesione di numerosi giovani, la maggior parte dei quali senza alcuna esperienza di Football Americano. In due soli anni, alla guida di Michelangelo Diana, in qualità di Presidente, di Andrea Dinelli, allenatore, giocatore e successivamente anche Presidente e di suo fratello Matteo, allenatore della difesa oltre che giocatore, i nuovi Etruschi riuscirono ad allestire una squadra in grado di partecipare al Campionato di Football a 8, una variante con un minor numero di giocatori in campo.

### 1999-2002: La "nuova" generazione
La nuova generazione di Etruschi, riuscì nella stagione 1999/2000 ad approdare, dopo due campionati di rodaggio, alla finale nazionale di Football a 8 e dopo un'altra stagione nella categoria minore, nel 2001 riuscì a iscriversi alla Golden League, per chiudere nuovamente nel 2002.

### 2012: La rinascita
Nel 2012 gli Etruschi sono stati rifondati da Walter Prosetti.
La nuova entità, con un gruppo di dirigenti derivante dalle precedenti generazioni di giocatori, animata dalla volontà di riportare a nuovi fasti gli Etruschi e il Football Americano a Livorno, si prefigge di creare un movimento sportivo a partire dai giovani, tale da creare una base solida per l'avvenire della squadra. Per la prima volta gli Etruschi avranno un campo sportivo a loro completa disposizione in modo da creare le strutture per svolgere al meglio le sessioni di allenamento e le partite.
La società con alla Presidenza il già citato Walter Prosetti, schiera un coaching staff forte dell'esperienza maturata negli anni di gioco prima e nell'aver contribuito alla nascita e alla guida della squadra degli Storms CUS Pisa successivamente: Antonio Mertoli (Head Coach), Marino Gragnani (Preparatore atletico), Paolo Campora e Jacopo Bardini (Offensive Coordinators), Emanuele Altobel (Defensive Coordinator), Luca Lenti (Assistant Coach).

### 2013 - Oggi
I nuovi Etruschi si iscrivono al loro primo campionato di terza divisione durante la stagione 2013/2014 e riescono a candidarsi alla fase di Wild Card come migliore terza classificata nei gironi del campionato. Dopo la vittoria contro i Crabs Pescara devono rinunciare alla corsa contro i Jokers Fano. La storia si ripete nel campionato 2015, dove vengono sconfitti ancora agli ottavi di playoff dagli Highlanders Catanzaro.
Nel campionato 2016 gli Etruschi riescono ad arrivare primi con una regular season perfetta e si qualificano direttamente ai playoff per la prima volta, diventando una delle teste di serie del campionato. In uno scontro alla pari devono però cedere i quarti di finale agli Steelers Terni.

## Cronistoria
- 1985-1987: Serie B
- 1988-1989: Serie A2
- 1996-2000: Arena League
- 2001: Golden League
- 2013-Presente: Terza Divisione (Cif9)

### Dettaglio stagioni

#### Golden League
| Stagione | regular season | regular season | regular season | regular season | regular season | regular season | playoff | playoff | playoff | playoff | playoff | playoff   | playoff    |
|          | Vin            | Par            | Per            | Tot            | PF             | PS             | Vin     | Per     | Tot     | PF      | PS      | risultato | avversaria |
| -------- | -------------- | -------------- | -------------- | -------------- | -------------- | -------------- | ------- | ------- | ------- | ------- | ------- | --------- | ---------- |
| 2001     | 0              | 0              | 8              | 8              | 56             | 197            | -       | -       | -       | -       | -       | -         | -          |
| Totale   | 0              | 0              | 8              | 8              | 56             | 197            |         |         |         |         |         |           |            |

Fonte: Enciclopedia del Football - A cura di Roberto Mezzetti

#### Serie A2/B (secondo livello)/Winter League (secondo livello)
| Stagione | regular season | regular season | regular season | regular season | regular season | regular season | playoff | playoff | playoff | playoff | playoff | playoff                          | playoff          |
|          | Vin            | Par            | Per            | Tot            | PF             | PS             | Vin     | Per     | Tot     | PF      | PS      | risultato                        | avversaria       |
| -------- | -------------- | -------------- | -------------- | -------------- | -------------- | -------------- | ------- | ------- | ------- | ------- | ------- | -------------------------------- | ---------------- |
| 1985     | 0              | 0              | 10             | 10             | 20             | 244            | -       | -       | -       | -       | -       | -                                | -                |
| 1986     | 6              | 1              | 3              | 10             | 116            | 47             | -       | -       | -       | -       | -       | -                                | -                |
| 1987     | 6              | 2              | 2              | 10             | 95             | 58             | -       | -       | -       | -       | -       | -                                | -                |
| 1988     | 5              | 0              | 3              | 8              | 126            | 78             | 0       | 1       | 1       | 0       | 19      | Trentaduesimi di finale          | Marines Ostia    |
| 1989     | 7              | 0              | 1              | 8              | 202            | 107            | 2       | 1       | 3       | 57      | 56      | Ottavi di finale/Wild card di A1 | Gladiatori Roma  |
| 1998     | 6              | 0              | 0              | 6              | 174            | 85             | 1       | 1       | 2       | 38      | 34      | Semifinale                       | Marines Ostia    |
| 1999     | 7              | 0              | 1              | 8              | 143            | 112            | 2       | 1       | 3       | 93      | 66      | Snow Bowl                        | Skorpions Varese |
| 2000     | 8              | 0              | 0              | 8              | 162            | 64             | 1       | 1       | 2       | 32      | 33      | Semifinale                       | Guelfi Firenze   |
| Totale   | 45             | 3              | 20             | 68             | 1038           | 795            | 6       | 5       | 11      | 220     | 208     |                                  |                  |

Fonte: Enciclopedia del Football - A cura di Roberto Mezzetti

#### Winter League (terzo livello)/Terza Divisione
| Stagione | regular season | regular season | regular season | regular season | regular season | regular season | playoff | playoff | playoff | playoff | playoff | playoff          | playoff               |
|          | Vin            | Par            | Per            | Tot            | PF             | PS             | Vin     | Per     | Tot     | PF      | PS      | risultato        | avversaria            |
| -------- | -------------- | -------------- | -------------- | -------------- | -------------- | -------------- | ------- | ------- | ------- | ------- | ------- | ---------------- | --------------------- |
| 1996     | 3              | 0              | 5              | 8              | 122            | 120            | -       | -       | -       | -       | -       | -                | -                     |
| 1997     | 6              | 0              | 2              | 8              | 207            | 174            | 0       | 1       | 1       | 27      | 60      | Quarti di finale | Skorpions Varese      |
| 2014     | 3              | 0              | 3              | 6              | 137            | 152            | 1       | 1       | 2       | 47      | 41      | Ottavi di finale | Jokers Pesaro         |
| 2015     | 3              | 0              | 3              | 6              | 101            | 159            | 1       | 1       | 2       | 46      | 40      | Ottavi di finale | Highlanders Catanzaro |
| 2016     | 6              | 0              | 0              | 6              | 286            | 33             | 0       | 1       | 1       | 9       | 13      | Ottavi di finale | Steelers Terni        |
| 2017     | 5              | 0              | 1              | 6              | 202            | 45             | 0       | 1       | 1       | 12      | 23      | Wild Card        | White Tigers Massa    |
| Totale   | 26             | 0              | 14             | 40             | 1055           | 683            | 2       | 5       | 7       | 141     | 177     |                  |                       |

Fonte: Enciclopedia del Football - A cura di Roberto Mezzetti